# Ministerio de Economía (España)
El Ministerio de Economía, Comercio y Empresa (MINECO) de España es el departamento de la Administración General del Estado al que le corresponde la propuesta, coordinación y ejecución de la política del Gobierno de la Nación en materia económica, a través de reformas para la mejora de la competitividad y del comercio, centrada en el apoyo a la empresa y en el crecimiento potencial de la economía. Cuenta, para ello, con la necesaria interlocución con la Dirección General de Asuntos Económicos y Financieros de la Comisión Europea, así como otras instituciones comunitarias y otros organismos económicos y financieros internacionales.
A su vez, dirige la política comercial de internacionalización de las empresas, así como la supervisión de inversiones y de transacciones exteriores. Igualmente, le corresponde el establecimiento de las disposiciones y directrices necesarias para su funcionamiento, así como el resto de competencias y atribuciones que le confiere el ordenamiento jurídico.
Como máximo responsable en política económica, también es el ministerio encargado del buen funcionamiento de la comisión delegada más antigua y relevante, la Comisión Delegada del Gobierno para Asuntos Económicos (CDGAE), órgano colegiado del Gobierno encargado de garantizar la plena coordinación y coherencia de las políticas de los distintos departamentos ministeriales con los criterios de la política económica. El titular del departamento ejerce la presidencia, mientras que el secretario de Estado de Economía asume la secretaría.
Asimismo, el MINECO supervisa las importaciones y exportaciones de material militar a través de la Junta Interministerial Reguladora del Comercio Exterior de Material de Defensa y Doble Uso de la Secretaría de Estado de Comercio.
Este departamento ha existido desde que se creó por primera vez en 1977, si bien con varias interrupciones mientras estuvo fusionado con el Ministerio de Hacienda (1982-2000; 2004-2011). Su sede principal ha estado siempre en el Complejo Cuzco de Madrid.
Desde el 29 de diciembre de 2023, su titular es el economista Carlos Cuerpo.

## Historia

### Primeros años
El Departamento de Economía se crea en la reforma de la Administración General del Estado de julio de 1977. En este reforma, con el objetivo de «agrupar una serie de competencias actualmente dispersas en materia de ordenación y planificación económica» así como «de singularizar las decisiones sobre política económica» se crea un nuevo departamento ministerial denominado «de Economía», al que se le confirió la misión de «establecer las líneas directrices de la política económica general, la programación a corto y medio plazo y el estudio y propuesta de las medidas que hagan aconsejables la buena marcha de la economía nacional».
Para ello, asumió competencias de varios departamentos. Por una parte, de la Presidencia del Gobierno asumió las competencias de planificación y coordinación económica que esta había heredado un año antes del Ministerio de Planificación del Desarrollo a través de la Subsecretaría de Planificación. Por otra parte, se arrogó las funciones del Ministerio de Hacienda relativas a política financiera.
Completaban su estructura original la una Secretaría de Estado para la Coordinación y Programación Económicas, la Subsecretaría, la Secretaría General Técnica, la Dirección General de Política Económica, la Dirección General de Previsión y Coyuntura, la Dirección General de Planificación y la Dirección General de Política Financiera, así como los organismos Consejo de Economía Nacional, Banco de España (BdE), Instituto de Crédito Oficial (ICO) e Instituto Nacional de Estadística (INE).
En 1980 se suprime el Consejo de Economía Nacional, tras más de medio siglo de vida.

### Comercio y Hacienda
A finales de 1980 el presidente del Gobierno, Adolfo Suárez, decide suprimir el Ministerio de Comercio y Turismo y transfiere todas las competencias sobre política comercial al Departamento de Economía, mientras que las turísticas son adscritas al Ministerio de Transportes y Comunicaciones.
Esta situación no durará mucho, pues apenas dos años después el Ministerio de Economía y Comercio se fusiona con el Ministerio de Hacienda, dando lugar al Ministerio de Economía y Hacienda. Esta unión duró casi dos décadas, y durante ese tiempo las políticas económicas se dirigieron a través de un órgano superior denominado Secretaría de Estado de Economía, y las comerciales a través de la Secretaría de Estado de Comercio.

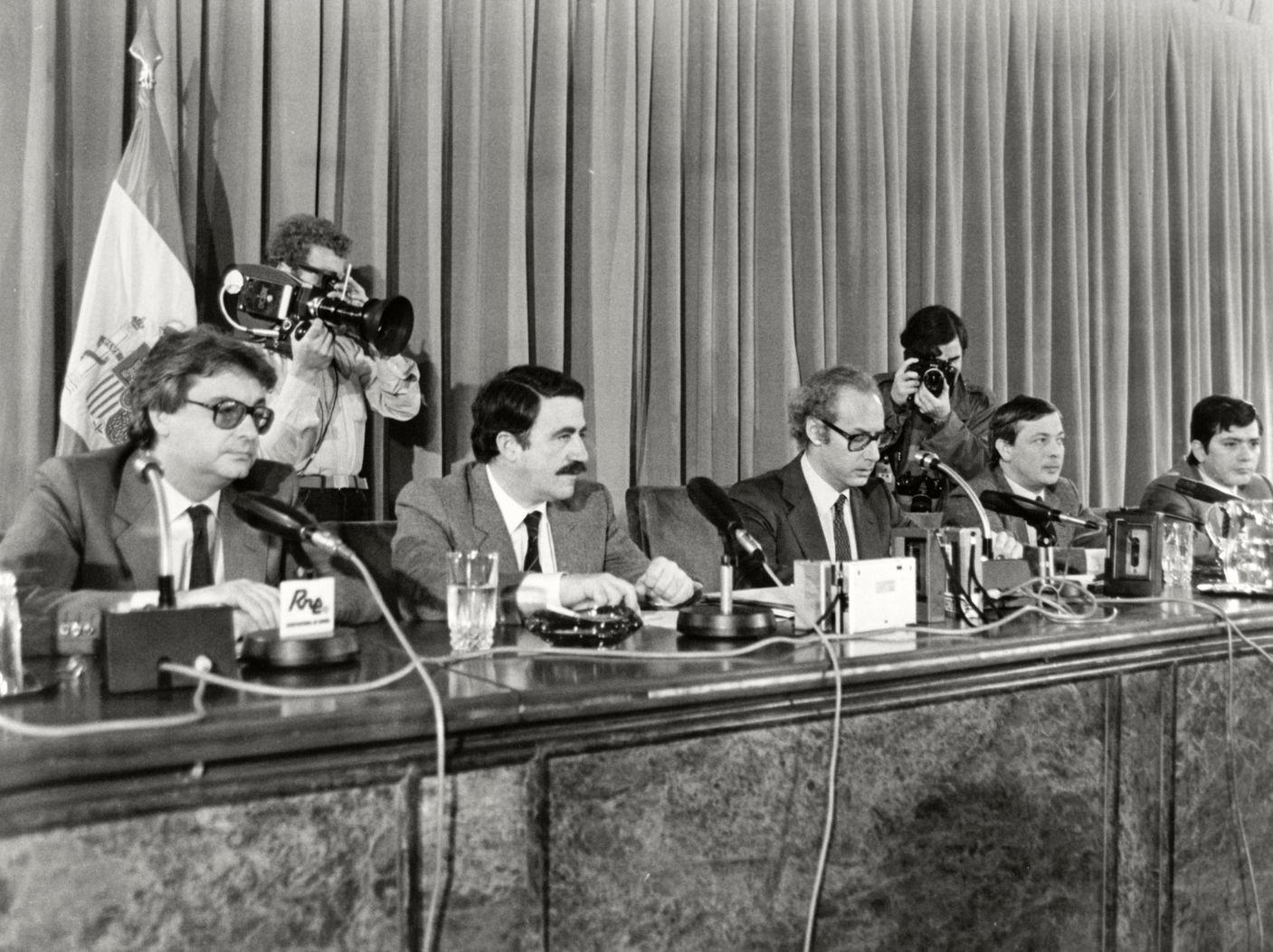
Rueda de prensa de diversos ministros, entre ellos Miguel Boyer, titular de Economía y Hacienda, en relación con la expropiación de Rumasa. 24 de febrero de 1983.

Asimismo, en esta época se crean relevantes organismos como la Comisión Nacional del Mercado de Valores (CNMV), la Comisión de Prevención del Blanqueo de Capitales e Infracciones Monetarias y su Servicio Ejecutivo (SEPBLAC) o la Comisión del Mercado de las Telecomunicaciones (hoy integrada en la Comisión Nacional de los Mercados y la Competencia). De igual forma, se aprobó la ley que daba autonomía al Banco de España y el Instituto de Contabilidad y Auditoría de Cuentas adoptó su forma jurídica actual.
En el año 2000, el presidente del Gobierno, José María Aznar, vuelve a separar ambos departamentos durante su primer gobierno, pero los volvería a fusionar en el segundo, y así duraría hasta que en 2011 el presidente del Gobierno Mariano Rajoy los vuelve a dividir.
Cabe destacar, que la separación del año 2000 tuvo bastantes repercusiones a posterior, pues estableció precedentes que se repetirían en el futuro. Así, en primer lugar adscribió a la cartera de Economía el Tesoro Público, donde aun reside. Por otra parte, además de las competencias sobre el comercio, entre 2000 y 2004 el departamento asumió las competencias industriales y energéticas del Ministerio de Industria y Energía, que se suprimió.
Tras la nueva refundición de los ministerios de Economía y Hacienda entre 2004 y 2011, a finales de este último año el Ministerio, de nuevo independiente, recupera sus funciones tradicionales de economía y comercio pero, además, se le añaden las competencias científicas del suprimido Ministerio de Ciencia e Innovación, siendo denominado «Ministerio de Economía y Competitividad». Un lustro más tarde, tras la disolución del Ministerio de Industria, Energía y Turismo a finales de 2016, Economía absorbe parte de sus competencias; en concreto, como ya había hecho a principios de siglo, las competencias industriales, llamándose «Ministerio de Economía, Industria y Competitividad», mientras que el resto pasaron al nuevo Ministerio de Energía, Turismo y Agenda Digital, que apenas duró año y medio.

### Nuevas tecnologías
En 2018, el presidente del Gobierno, Pedro Sánchez, al mismo tiempo que retira al Ministerio las funciones sobre la industria, el comercio y la ciencia —que se reparten entre el Ministerio de Industria, Comercio y Turismo y el Ministerio de Ciencia, Innovación y Universidades—, le dota por primera vez de competencias tecnológicas, adscribiéndole la Secretaría de Estado para el Avance Digital (tradicionalmente llamada Secretaría de Estado de Telecomunicaciones).

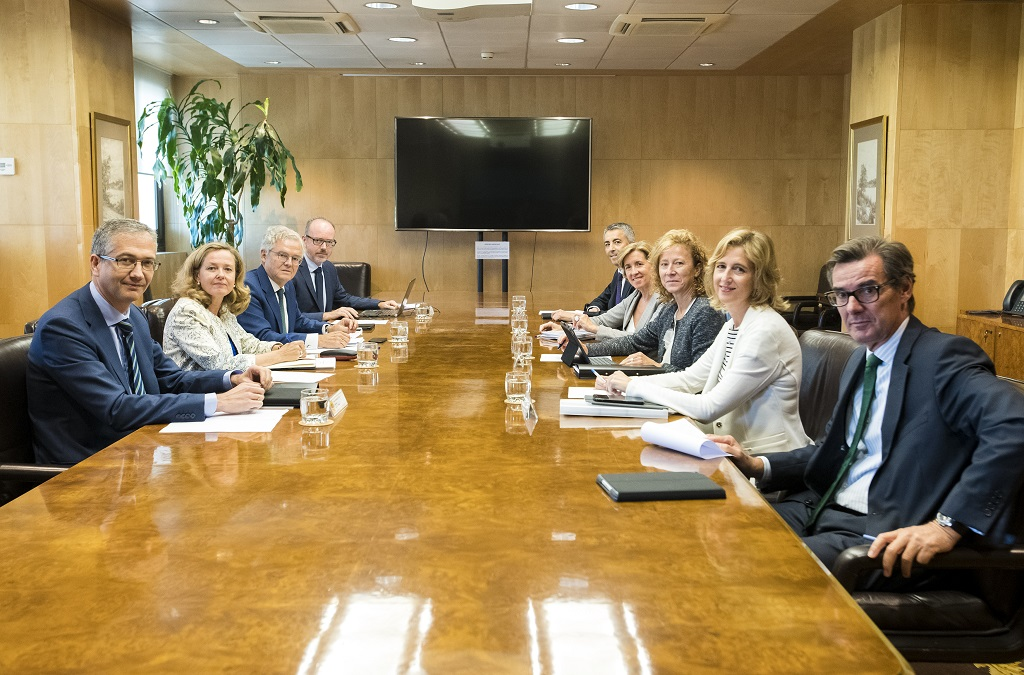
Primera reunión de la AMCESFI el 17 de septiembre de 2019.

En 2019 se creó la Autoridad Macroprudencial Consejo de Estabilidad Financiera (AMCESFI), un órgano formado por el Ministerio, el Banco de España y la CNMV para supervisar, prevenir y mitigar problemas que afecten al sistema financiero.
La conexión entre la economía y las nuevas tecnologías se potenciará en su segundo gobierno. Por este entonces, el Departamento, que se denominó «Ministerio de Asuntos Económicos y Transformación Digital», priorizó enormemente el campo de la transformación digital con una nueva Secretaría de Estado de Digitalización e Inteligencia Artificial para potenciar estas áreas, la incorporación de la Secretaría General de Administración Digital para concentrar en un único departamento todas las competencias de impulso tecnológico, tanto del ámbito privado como de la administración pública, y se creó el primer organismo europeo para la supervisión de la inteligencia artificial, la Agencia Española de Supervisión de la Inteligencia Artificial (AESIA), adelantándose a la aprobación del Reglamento Europeo de Inteligencia Artificial, que exigirá a los Estados miembros la designación de una «autoridad nacional de supervisión».
Estos cambios orgánicos fueron acompañados de nuevas políticas, como la aprobación de la nueva Ley General de Comunicaciones de 2022 que adaptó al ordenamiento español el Código Europeo de Comunicaciones Electrónicas, reforzó la protección de los usuarios y universalizó la banda ancha, la aprobación de los Proyectos Estratégicos para la Recuperación y Transformación Económica (PERTEs) o del kit digital, para digitalizar a PYMEs y autónomos.
En noviembre de 2023, asumió las competencias comerciales que hasta entonces tenía el Ministerio de Industria, Comercio y Turismo, perdiendo al mismo tiempo las de políticas digitales, que pasaron al nuevo Ministerio de Transformación Digital. También, en esta época recuperó —integrada en la Secretaría del Tesoro— la Dirección General de Financiación Internacional, que ya había existido en anteriores etapas, y se le añadieron funciones de control posterior de las políticas públicas, a través del Instituto para la Evaluación de Políticas Públicas.

## Estructura

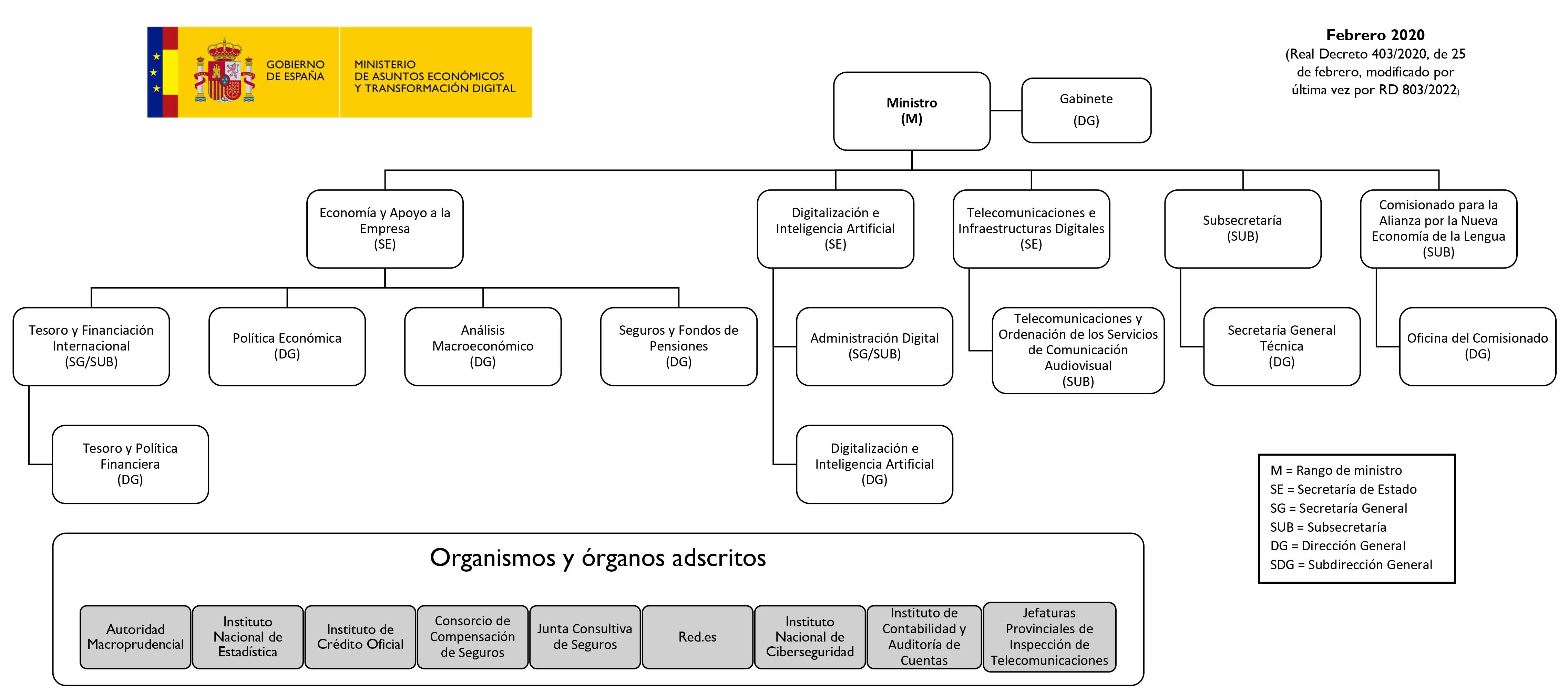
Organigrama del Ministerio de Economía (hasta dirección general). Febrero de 2020.

Este Ministerio se estructura en los siguientes órganos superiores y directivos:
- La Secretaría de Estado de Economía y Apoyo a la Empresa.
  - La Secretaría General del Tesoro y Financiación Internacional, con rango de Subsecretaría.
    - La Dirección General del Tesoro y Política Financiera.
    - La Dirección General de Financiación Internacional.

  - La Dirección General de Política Económica.
  - La Dirección General de Análisis Económico.
  - La Dirección General de Seguros y Fondos de Pensiones.
- La Secretaría de Estado de Comercio.
  - La Dirección General de Comercio Internacional e Inversiones.
  - La Dirección General de Política Comercial.
  - La Subdirección General de Estudios y Prospección Comercial.
  - La Subdirección General de Estrategia Comercial y Seguridad Económica.
- La Subsecretaría de Economía, Comercio y Empresa.
  - La Secretaría General Técnica, con rango de Dirección General.
  - La Subdirección General de Recursos Humanos.
  - La Subdirección General de Administración Financiera y Oficialía Mayor.
  - La Inspección de Servicios.
  - La Subdirección General de Tecnologías de la Información y las Comunicaciones.
  - La Oficina Presupuestaria.
  - La Subdirección General de Comunicación.
- La Subdirección General de Fondos Europeos.

Asimismo, en la estructura ministerial existe un Gabinete para la asistencia y asesoramiento del ministro.

### Adscripciones
- La Autoridad Macroprudencial Consejo de Estabilidad Financiera (AMCESFI).
- La Comisión de Prevención del Blanqueo de Capitales e Infracciones Monetarias (CPBC).
  - El Servicio Ejecutivo de la CPBC (SEPBLAC).
- El Instituto Nacional de Estadística (INE).
- El Instituto de Crédito Oficial (ICO).
- El Instituto para la Evaluación de Políticas Públicas (IEPP).
- El Consorcio de Compensación de Seguros (CCS).
- El ICEX España Exportación e Inversiones.
- El Instituto de Contabilidad y Auditoría de Cuentas (ICAC).
- La Junta Superior Arancelaria.
- La Junta Interministerial Reguladora del Comercio Exterior de Material de Defensa y Doble Uso (JIMDDU).
- El Consejo de la Productividad de España.

Las autoridades administrativas independientes Comisión Nacional de los Mercados y la Competencia (CNMC), Comisión Nacional del Mercado de Valores (CNMV) y Fondo de Reestructuración Ordenada Bancaria (FROB), se relacionan con el Gobierno a través de la Secretaría de Estado de Economía de este Departamento.

### Inspección General de Hacienda
La Inspección General del Ministerio de Hacienda ejerce, sobre los servicios del Ministerio de Economía, una inspección permanente. A pesar de su dependencia orgánica de Hacienda, la Inspección General depende funcionalmente de cada uno de los órganos superiores del Ministerio dentro de su ámbito competencial y ejerce la superior coordinación de la Inspección de Servicios de la Subsecretaría de Economía.

## Junta Interministerial Reguladora del Comercio Exterior de Material de Defensa y Doble Uso
La Junta Interministerial Reguladora del Comercio Exterior de Material de Defensa y Doble Uso (JIMDDU), creada en 1971 y adscrita a la Secretaría de Estado de Comercio (SEC), es el máximo órgano de evaluación de las operaciones relativas al comercio exterior del material de defensa y doble uso. De forma genérica, se encarga de realizar los informes necesarios para que la SEC decida sobre la autorización o rechazo de las exportaciones de material militar, policial u otro tipo de armamento fabricado en España. La Junta está formada por representantes de los ministerios de Economía, de Defensa, de Asuntos Exteriores, de Hacienda y de la Presidencia del Gobierno.
Para mayor control, existe un Registro Especial de Operadores de Comercio Exterior de Material de Defensa y de Doble Uso (REOCE) donde se inscriben los datos correspondientes a los operadores de comercio exterior de material de defensa, de otro material y de productos y tecnologías de doble uso que realicen actividades sometidas a control por la Ley 53/2007, de 28 de diciembre, sobre el control del comercio exterior de material de defensa y de doble uso, y su reglamento de desarrollo.

## Sede

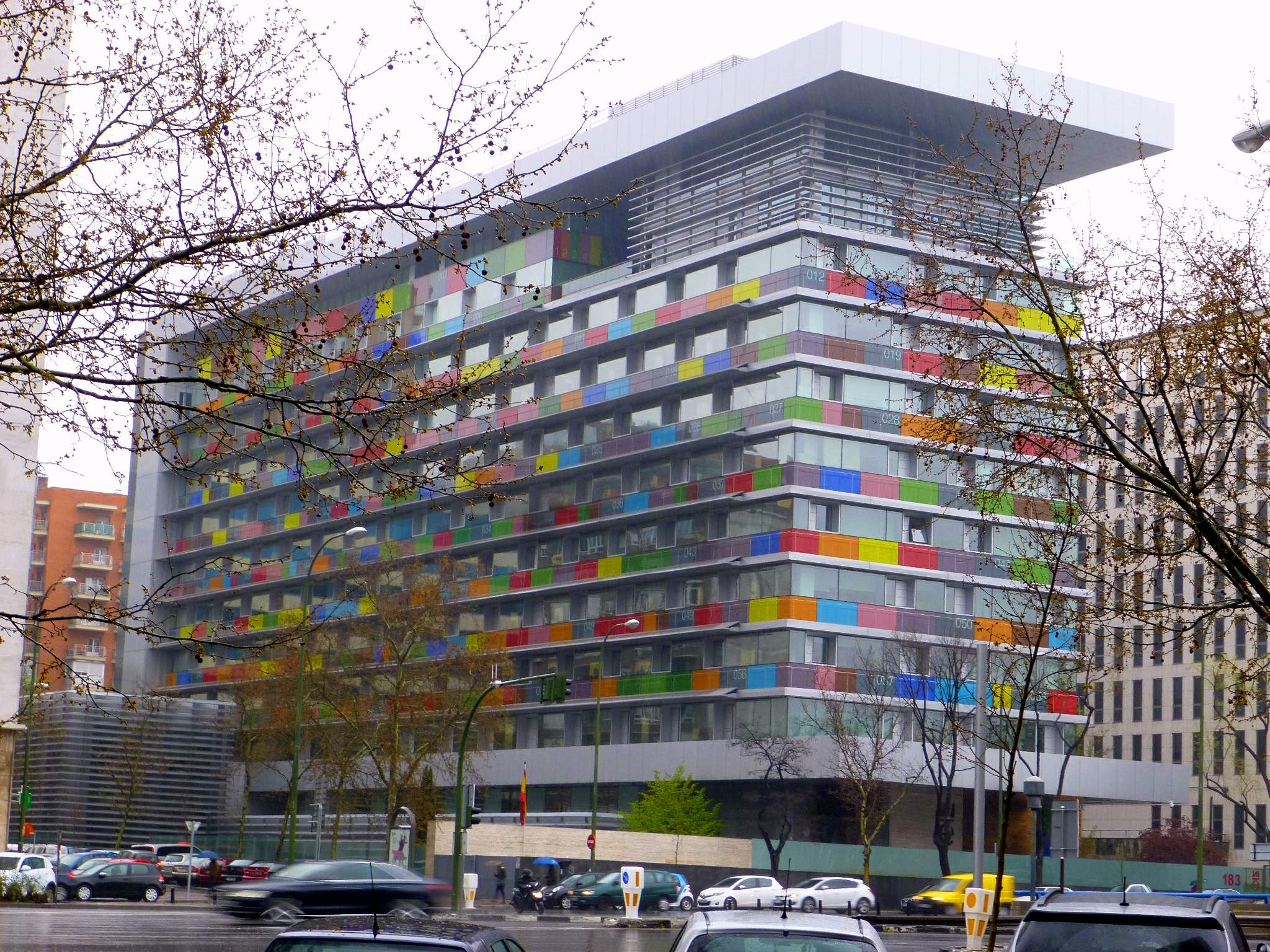
Sede del Instituto Nacional de Estadística.

La sede central del Ministerio se encuentra en la ciudad de Madrid. En concreto, el departamento se encuentra alojado en la Torre del Complejo Cuzco (Paseo de la Castellana 162), un complejo gubernamental que comparte con el Ministerio de Industria y Turismo, el Ministerio de Ciencia, Innovación y Universidades, el Ministerio de Transformación Digital y algunos servicios del Ministerio para la Transición Ecológica y el Reto Demográfico.

### Otras
Además de la sede principal, el Ministerio posee varios inmuebles en el Paseo del Prado, que albergan las dependencias del Tesoro Público, el Instituto de Crédito Oficial y el SEPBLAC, un edificio en el Paseo de la Castellana 44 que acoge la Dirección General de Seguros y Fondos de Pensiones y otro en la Calle del Poeta Joan Maragall 41 en el que se ubican los servicios relacionados con la transformación digital. Por otra parte, organismos como el Instituto Nacional de Estadística o el Instituto de Contabilidad y Auditoría de Cuentas también cuentan con sedes propias.

## Titulares

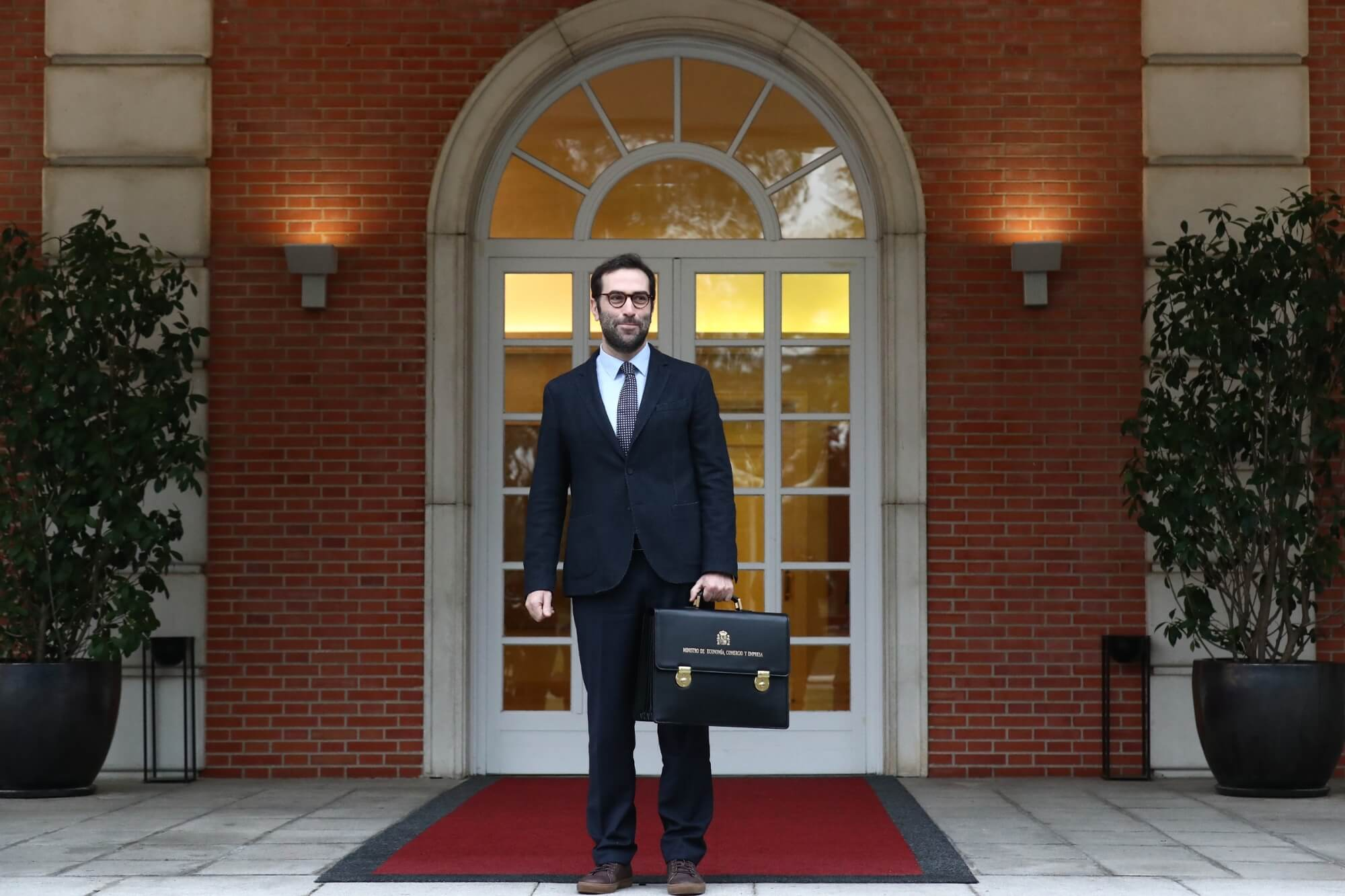
Carlos Cuerpo, ministro de Economía.

En la actualidad, la titularidad del Ministerio de Economía recae, desde 2023, en Carlos Cuerpo, un economista del Estado que, hasta su nombramiento, era secretario general del Tesoro.
Cabe destacar que el ministro de Economía es el presidente de la Comisión Delegada del Gobierno para Asuntos Económicos (CDGAE), órgano colegiado del Gobierno encargado de garantizar la plena coordinación y coherencia de las políticas de los distintos departamentos ministeriales con los criterios de la política económica.
Asimismo, desde que en 1974 se hiciera uso por primera vez de la potestad del presidente del Gobierno para nombrar más de un vicepresidente, la vicepresidencia segunda ha correspondido tradicionalmente al ministro encargado de los asuntos económico-financieros. Este último hecho ocurrió entre 2018 y 2023, cuando la ministra de Economía, Nadia Calviño, fue vicepresidenta del Gobierno.

## Presupuesto
Para el ejercicio 2024, el Ministerio de Economía, Comercio y Empresa tiene un presupuesto total de 6178 millones de euros. De estos, 2288 millones son gestionados directamente por los órganos centrales del Departamento y 3890 millones son gestionados por sus organismos y otras entidades públicas.
Dentro del presupuesto ordinario destaca el Programa 425A «Normativa y desarrollo energético», dotado con más de 3500 millones y gestionado por la Comisión Nacional de los Mercados y la Competencia (CNMC) y el Programa 923P «Relaciones con Instituciones Financieras Multilaterales», con un montante de casi 520 millones que administra la Secretaría General del Tesoro. Además, también cuenta con fondos europeos, destacando el Programa 43ME «Internacionalización. PYMES», dotado con 1042 millones y destindo a fomentar el empredimiento, la digitalización y el crecimiento empresarial, así como fomentar la internacionalización de las empresas españolas e impulsar el sector del comercio.

### Evolución
| Gasto consolidado del Ministerio de Economía desde el año 2002 Datos cada dos años, salvo el más reciente (en millones de euros) |
| |
| Fuente: Presupuestos Generales del Estado. Ministerio de Hacienda.                                                               |

### Auditoría
Las cuentas del Ministerio, así como de sus organismos adscritos, son auditadas de forma interna por la Intervención General de la Administración del Estado (IGAE), a través de una Intervención Delegada en el propio Departamento. De forma externa, es el Tribunal de Cuentas el responsable de auditar el gasto.